# Raión de Kalanchak
Raión de Kalanchak (en ucraniano: Каланчацький район) es un raión o distrito de Ucrania en el óblast de Jersón. 
Comprende una superficie de 915 km².
La capital es la ciudad de Kalanchak.

## Demografía
Según estimación 2010 contaba con una población total de 22324 habitantes.

## Otros datos
El código KOATUU es 6523200000. El código postal 75800 y el prefijo telefónico +380 5530.